# Il nemico di fuoco
Il nemico di fuoco (The Flame Barrier a.k.a. Beyond the Flame Barrier) è un film di fantascienza statunitense del 1958 diretto da Paul Landres.

## Trama
Un satellite sperimentale precipita nello Yucatán. Una spedizione scientifica statunitense viene inviata sul posto. Qui vi rinviene una forma di vita aliena gelatinosa che uccide gli esseri umani inglobandoli e genera una cortina di fuoco attorno a sé capace di distruggere interi villaggi.

## Critica
Fantafilm scrive che il film, pur "diretto e recitato con discreta professionalità", "traballa, tuttavia, su alcune incoerenze della sceneggiatura."